# Switched at Birth (Fernsehserie)
Switched at Birth ist eine US-amerikanische Fernsehserie, die ab dem 6. Juni 2011 auf ABC Family (seit 2016 Freeform) ausgestrahlt wurde.
Im Oktober 2015 wurde die Serie vom Sender um eine fünfte Staffel verlängert, die das Serienende bringen sollte. Das Serienfinale wurde am 11. April 2017 ausgestrahlt.

## Handlung
Bay Kennish ist die Tochter von Kathryn und dem Geschäftsmann und ehemaligem Profi-Baseballspieler John, die im vornehmen Viertel Mission Hills in Kansas City, Kansas zusammen mit Bays Bruder Toby wohnen. Eines Tages findet Bay im Unterricht heraus, dass sie nicht die gleiche Blutgruppe wie ihre Familie hat. Kathryn und John stellen Nachforschungen an und erfahren, dass Bay nicht ihre leibliche Tochter ist. Des Weiteren finden sie heraus, dass Bay und Daphne, welche beide am gleichen Tag geboren wurden, im Krankenhaus versehentlich vertauscht wurden.
Daphne Vasquez wohnt mit ihrer alleinstehenden Mutter Regina, einer trockenen Alkoholikerin, und ihrer Großmutter aus Puerto Rico in einem Arbeiterviertel namens Riverside in Kansas City, Missouri. Durch eine Hirnhautentzündung im Kindesalter hat Daphne ihr Gehör verloren und besucht seitdem Carlton, eine Schule für gehörlose Kinder, in der sie Basketball spielt.
Als die beiden Familien sich das erste Mal treffen, erfahren die Kennishs, dass Regina finanzielle Probleme hat. Deshalb bieten sie ihr an, mietfrei in ein ihnen gehörendes Nebenhaus zu ziehen. Dadurch wird Bay und Daphne die Gelegenheit gegeben, ihre leiblichen Eltern kennenzulernen. Regina und Bay stellen bald fest, dass sie die gleiche Leidenschaft für Kunst haben. Außerdem möchte Bay unbedingt herausfinden, wer ihr leiblicher Vater ist, jedoch mit wenig Erfolg. Im Laufe der ersten Staffel verliebt sich Bay in Daphnes besten Freund Emmett Bledsoe, in den sich später auch Daphne verliebt.
Daphne findet heraus, dass ihre Mutter Regina schon seit ihrem dritten Lebensjahr weiß, dass sie nicht ihre leibliche Mutter ist. Außerdem hat Regina jahrelang Fotos von Bay gesammelt. Die Kennish-Familie hat manches an Regina und Daphne auszusetzen und mischt sich in Daphnes Erziehung ein. Im Halbfinale taucht Bays leiblicher Vater Angelo Sorrento auf, und Reginas Geheimnisse werden offenbart.
Das Hauptthema der Serie sind kulturelle Konflikte zwischen hörenden und gehörlosen Menschen mit dem Nebenthema der Klassenkonflikte zwischen Reich und Arm. Zahlreiche Zusammenstöße werden thematisiert, z. B. die Frage, ob gehörlose Menschen überhaupt Motorrad fahren dürfen oder der Streit zwischen den Müttern Kathryn und Regina, ob Daphne ein Cochlea-Implantat bekommen soll oder nicht.

## Produktion
Im Februar 2011 gab ABC Family bekannt, dass der Pilot Switched at Birth als Serie geordert wird. Schon im November 2010 wurden Katie Leclerc, Lea Thompson und Constance Marie für die Serie verpflichtet. Schon wenige Tage später wurden noch Vanessa Marano, D. W. Moffett und Lucas Grabeel zur Hauptbesetzung hinzugefügt. Alle Rollen, die eine gehörlose Person darstellen, sind alle wirklich gehörlos und gebärden fließend in ASL. Am 1. August 2011 bestellte ABC Family 22 weitere Episoden, die zur ersten Staffel hinzugezählt werden.
Mitte August 2012 bestellte ABC Family eine zweite Staffel, die aus 21 Episoden besteht. Fast ein Jahr später gab der Sender die Produktion einer dritten Staffel bekannt. Im August 2014 gab ABC Family die Verlängerung um eine vierte Staffel bekannt. Im Oktober 2015 wurde die Serie um eine fünfte Staffel verlängert, mit der die Serie beendet werden wird.

## Besetzung und Synchronisation
Die deutsche Synchronisation entsteht bei der Synchronfirma FFS Film- & Fernseh-Synchron GmbH unter der Dialogregie von Ursula von Langen in München.

### Hauptbesetzung
| Rolle           | Schauspieler    | Hauptrolle (Folgen) | Nebenrolle (Folgen) | Synchronsprecher                                             |
| --------------- | --------------- | ------------------- | ------------------- | ------------------------------------------------------------ |
| Daphne Vasquez  | Katie Leclerc   | 1.01–5.10           |                     | Farina Brock                                                 |
| Bay Kennish     | Vanessa Marano  | 1.01–5.10           |                     | Gabrielle Pietermann                                         |
| Regina Vasquez  | Constance Marie | 1.01–5.10           |                     | Susanne von Medvey                                           |
| John Kennish    | D. W. Moffett   | 1.01–5.10           |                     | Matthias Klie                                                |
| Kathryn Kennish | Lea Thompson    | 1.01–5.10           |                     | Elisabeth Günther (Staffel 1) Carin C. Tietze (ab Staffel 3) |
| Toby Kennish    | Lucas Grabeel   | 1.01–5.10           |                     | Tim Schwarzmaier                                             |
| Emmett Bledsoe  | Sean Berdy      | 1.01–5.10           |                     |                                                              |
| Angelo Sorrento | Gilles Marini   | 2.01–3.16           | 1.10–1.30           | Pascal Breuer                                                |

### Nebenbesetzung
| Rolle                       | Schauspieler          | Nebenrolle (Folgen)              | Synchronsprecher        |
| --------------------------- | --------------------- | -------------------------------- | ----------------------- |
| Adriana Vasquez             | Ivonne Coll           | 1.01–5.10                        | Angelika Bender         |
| Tyler „Ty“ Mendoza          | Blair Redford         | 1.01–1.05, 2.11–5.10             | Simon Pearce            |
| Liam Lupo                   | Charles Michael Davis | 1.01–1.04                        |                         |
| Melody Bledsoe              | Marlee Matlin         | 1.03–5.10                        |                         |
| James „Wilke“ Wilkerson III | Austin Butler         | 1.04–1.30                        | Roman Wolko             |
| Bruce                       | Jason Brooks          | 1.04–1.07                        |                         |
| Simone Sinclair             | Maiara Walsh          | 1.11–5.10                        |                         |
| Coach Medlock               | Brandon P. Bell       | 1.12–1.20                        | Nils Dienemann          |
| Craig Tebbe                 | Samuel Page           | 1.14–1.30                        |                         |
| Travis Barnes               | Ryan Lane             | 1.19–5.10                        |                         |
| Chef Jeff Reycraft          | Justin Bruening       | 1.23–5.10                        |                         |
| Zarra                       | Tania Raymonde        | 1.24–1.30                        |                         |
| Nikki                       | Cassi Thomson         | 1.26–5.10                        |                         |
| Lana                        | Annie Ilonzeh         | 1.29–5.10                        |                         |
| Teo Hanahan                 | Stephen Lunsford      | 2.01–2.02                        |                         |
| Natalie Pierce              | Stephanie Nogueras    | 2.01–2.10                        |                         |
| Noah                        | Max Lloyd-Jones       | 2.02–2.10                        | Tobias John von Freyend |
| Eliza Sawyer                | Zoey Deutch           | 2.07–2.08                        | Katharina Schwarzmaier  |
| Jace                        | Matt Kane             | 2.11–5.10                        |                         |
| Renzo                       | Alec Mapa             | 3.01–3.02, 3.05–3.08, 3.11, 3.17 | Julian Manuel           |
| Garrett Banducci            | Nyle DiMarco          | 3.18, 4.16–4.18                  |                         |
| Lily Summers                | Rachel Shenton        | 3.14–5.10                        |                         |

## Ausstrahlung
Vereinigte Staaten
Die erste Staffel wurde dreigeteilt zwischen dem 6. Juni 2011 und dem 22. Oktober 2012 auf ABC Family ausgestrahlt. Dabei liefen zunächst zehn Episoden im Sommer 2011, zwölf Episoden im Frühjahr 2012 und die letzten acht Episoden im Herbst 2012. Die Ausstrahlung der zweiten Staffel begann der Sender am 7. Januar 2013. Nach zunächst zehn gezeigten Episoden kam es im März 2013 auch bei dieser Staffel zu einer Unterbrechung. Die restlichen Episoden lief vom 10. Juni bis  zum 19. August 2013 auf ABC Family.
Die dritte Staffel wurde zwischen dem 13. Januar und dem 8. Dezember 2014 ausgestrahlt. Die Ausstrahlung der vierten Staffel begann am 6. Januar und endete am 26. Oktober 2015. Die abschließende fünften Staffel soll ab dem 24. Januar 2017 gezeigt werden.
Deutschland
In Deutschland wurde die erste Staffel der Serie ab dem 20. Januar 2014 im frei empfangbaren Disney Channel immer montags um 20.15 Uhr gezeigt. Ab dem 21. September wurde auf diesem Sendeplatz auch die zweite Staffel gezeigt.

## Trivia
- Katie Leclerc, welche in der Serie die gehörlose Daphne Vasquez verkörpert, leidet an der Krankheit Morbus Menière und ist infolgedessen schwerhörig.[15]
- Die Darstellerin der gehörlosen Vertrauenslehrerin Melody Bledsoe, Marlee Matlin, ist nahezu gehörlos.
- Auch Sean Berdy, der Darsteller von Emmett Bledsoe, ist gehörlos.[16]
- Alle Darsteller der Serie, die eine gehörlose Person darstellen, sind auch hörgeschädigt und beherrschen fließend ASL.